# Jean Lhospied
Jean Lhospied, né le 11 février 1900 à Pougues-les-Eaux (Nièvre) et mort le 25 mai 1983 à Nevers (Nièvre), est un homme politique français. 

## Détail des fonctions et des mandats
Mandat parlementaire
- 11 juin 1967 - 1er octobre 1974 : Sénateur de la Nièvre